# یک‌بار مرا ببوس
یک‌بار من را ببوس (به انگلیسی: Kiss Me Once) آلبومی از هنرمند اهل استرالیا کایلی مینوگ است که در ۱۴ مارس ۲۰۱۴ منتشر شد.
این آلبوم در چارت‌های استرالیا، در رتبه اول و در چارت‌های اسکاتلند، ایرلند، اسپانیا، سوئیس، ، بریتانیا جزو ده آلبوم اول قرار گرفت.